# 分型
分型（英语：Strain）也称株或应变，是生物学分类使用的概念。分型是生物物种内的遗传变体、亚型或培养物。分型通常被视为固有的人工概念，其特点是具有遗传隔离的特定意图。这一点在微生物学中最容易观察到，菌株是从单细胞菌落衍生出来的，通常通过培养皿的物理限制进行隔离。分型在病毒学、植物学和实验研究中使用的啮齿动物中也常被提及。

## 微生物学

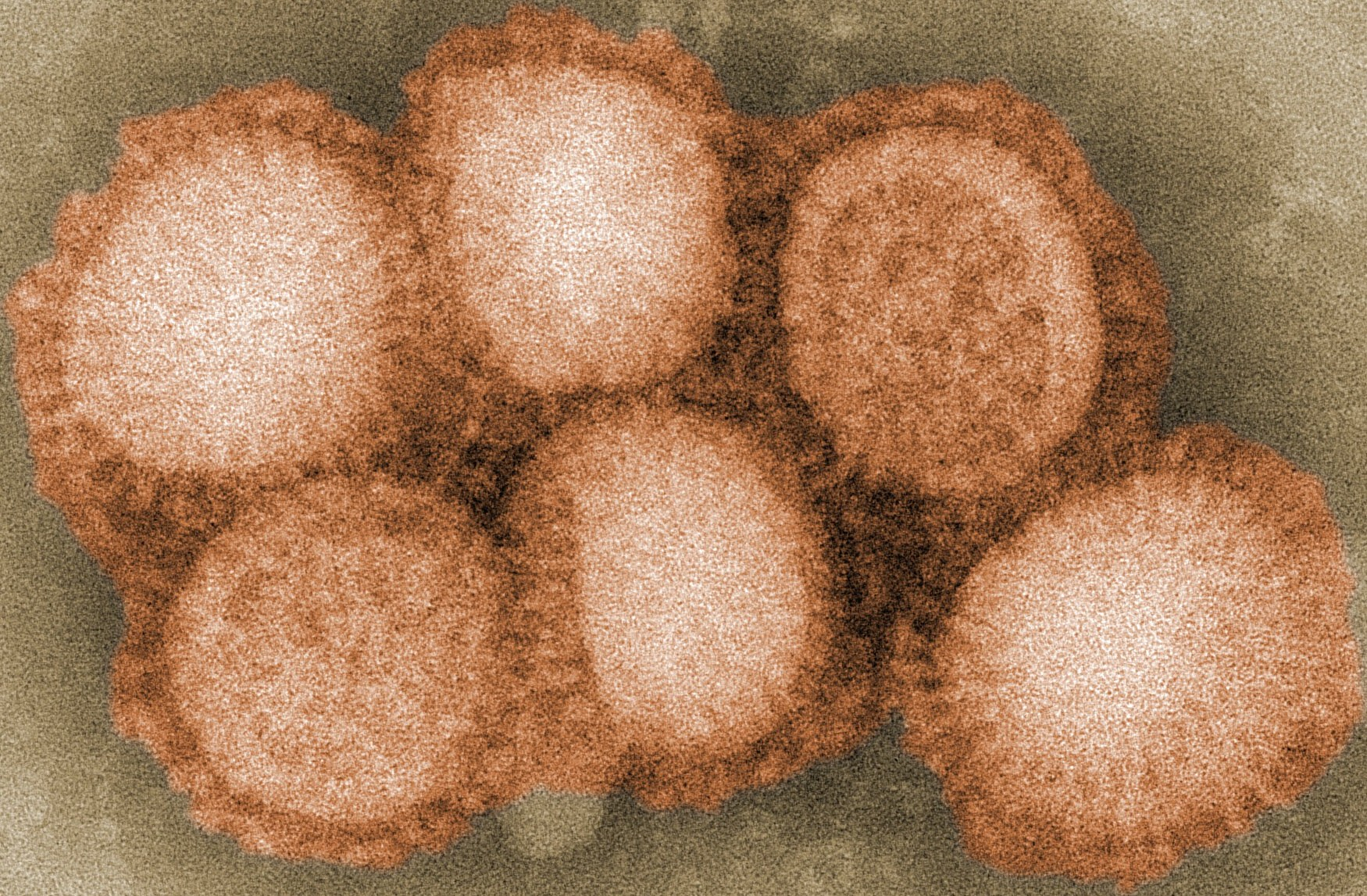
H1N1流感病毒毒株，大流行病研究的优先目标。

分型在病毒学里称为毒株，而在细菌学和真菌学里称为菌株。
分型是微生物，例如病毒、细菌或真菌的遗传变体或亚型。例如，“流感病毒株”是流感病毒的某种生物形态。这些流感病毒毒株的特征在于它们不同的表面蛋白异构体。当两种或多种病毒感染自然界中的同一细胞时，可能会发生基因组组分的突变或交换，从而产生新的毒株。这些现象分别被称为抗原漂变和抗原转变。微生物菌株也可以通过宏基因组方法的基因组成来区分，以最大限度地提高物种内的分辨率。这已成为分析微生物组的有价值工具。
有一种说法，“在病毒学界，‘毒株’、‘变种’和‘分离物’等术语没有普遍接受的定义，大多数病毒学家只是简单地复制其他人的术语用法”。

### 人工构造、人造结构
科学家们修改了毒株以研究它们的行为，例如H5N1禽流感病毒。虽然出于安全考虑，此类研究的资金有时会引起争议，导致暂时暂停，但随后仍继续进行。
在生物技术中，已构建微生物菌株以建立适用于处理各种应用的代谢途径。从历史上看，代谢研究的主要目标是生物燃料生产领域。大肠杆菌是最常见的原核生物株工程物种。科学家们成功地建立了可行的最小基因组，可以从中发展出新的菌株。这些最小菌株几乎可以保证对最小框架之外的基因进行的实验不会受到非必需途径的影响。优化的大肠杆菌株通常用于此应用。大肠杆菌也经常用作表达简单蛋白质的底物。这些菌株，如BL21，经过基因改造以最大限度地减少蛋白酶活性，从而实现高效工业规模蛋白质生产的潜力。
酵母菌的菌株是真核生物遗传改造的最常见对象，尤其是在工业发酵方面。

## 植物学
分型在植物学和农学里称为品系。
在植物学中，品系这个术语没有官方的分级地位；该术语指的是从共同祖先产生的具有统一形态或生理特征的后代的集合。品系是指定的一组后代，它们要么是从经过改良的植物后代（通过常规育种或生物技术手段生产）产生的，要么由基因突变产生的。
以水稻为例，通过将新的遗传物质插入水稻植株，所有经过基因改造的水稻植株的后代都是具有独特遗传信息的品系，这些信息会传递给后代。品系的命名通常是一个数字或一个正式名称，涵盖从最初改良植物衍生而来的所有植物。该品系中的水稻植株可以与其他水稻品系或栽培品种进行杂交，如果产生理想的植株，则进一步培育这些植物以稳定理想的性状。具备稳定性并可以繁殖出与亲本植株完全相同的植株的品种，会被赋予一个栽培品种名称，并投放到生产中供农民使用。

## 啮齿动物
分型在动物学里称为品系。

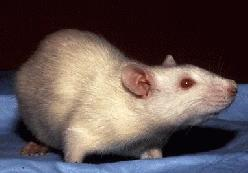
Wistar大鼠，这是第一个开发的大鼠模式品系。

实验室中的小鼠或大鼠品系是一群基因上相同的动物。品系常被用于实验室实验。小鼠品系可以近交、突变或基因改造，而大鼠品系通常是近交。在经过20代近亲交配后，给定的近交啮齿动物种群被认为在遗传上是相同的。许多啮齿动物品系已被开发用于各种疾病模型，它们也经常用于测试药物毒性。

## 昆虫
黑腹果蝇（Drosophila melanogaster）是最早用于遗传分析的生物之一，由于其繁殖和饲养的便利性以及其繁殖速度和数量的快速性，它一直是一种受欢迎的模式生物。已经开发了各种特定的品系，包括一种翅膀发育受限的无飞行能力版本（也用于宠物贸易，作为小型爬行动物和两栖动物的活食）。